# Pahvant
Pahvant /pahvant ="close to water"/ je jedna od bandi Ute Indijanaca, porodica Shoshonean, što je lutala krajevima oko jezera Sevier, zapadno od planina Wasatch, pa gotovo do granice Nevade, u Utahu. Područje pahvanta obuhvaćalo je pustinje, ali i močvare rijeke Sevier, gdje su vodili život prilagođen močvari. Za njih se kaže i da su se bavili i uzgojem kukuruza, graha, tikava i drugog. .Najpoznatiji poglavica Pahvanta bio je Kanosh (1812 ?-1884), koji ih vodi od 1850.-tih pa do smrti. Kanosh 1854. potpisuje ugovor s Brigham Youngom, što navještava završetak ratova Walker War. Do incidenta dolazi 'Gunnison' masakrom. Ranog listopada 1853. grupa emigranata na putu za Kaliforniju logorovala je jugozapadno od Filmorea. Malena grupa Pahvanta koje su članovi ekspedicije Dominguez-Escalante nazivali Barbones ili "Bearded Utes", vjerojatno zbog prethodnih veza s Europljanima, vođena Moshoquopom i njegovim ocem, Mareer, došla je u logor radi trgovine. Uspaničeni emigranti otvorili su vatru na njih, Mareer je ubijen. Uz prijetnju osvetom, Pahvanti napuste logor emigranata i krenu sjeveroistočno na Sevier Lake. Istovremeno, John Gunnison, s malenim vojnim eskortom, istraživao je rutu žrljrzničke pruge. 25. listoppada, Gunnison i nekoliko kompanjona putuju prema jezeru Sevier. Opazili su ih Moshoquopovi ratnici napali ih i ubili Gunnisona i sedmoricu iz njegove pratnje, osvetivši smrt oca. U veljači 1856. pripadnici Tinticove bande ubili su dva pastira, ukrali nešto stoke, i vratili se u Cedar Valley. Pokušaše ga uhvatiti, ali nije bilo uspjeha i dolazi do niza okršaja (Tintic War). Ipak Tintic je ubijen tek 1858. –Banda što je predvodi Kanosh pod utjecajem je mormona, i bave se zemljoradnjom. Završetkom Tinticovih ratova i Kanosh je preobraćen, a federalni agent za Indijance, Garland Hurt, osnovao je 4 indijanske farme, gdje su se Indijanci bavili zemljoradnjom sve do velike najezde skakavaca 1868, kada im je uništena čitava ljetina. 
Sljedeće godine (1869) priključuju se ostatku plemena Ute na rezervatu Uintah Reservation. Godine 1872. stotine Juta, uključujući i Kanosha okupilo se u području Sanpete, te jeseni grupa vođa Juta putuje u Washington D.C., gdje Kanosh obečava američkom predsjedniku Grantu, da će ostati na rezervatu. Na Uintah rezervatu danas žive potomci Uintah, Pahvant, Tabeguache (Uncompahgre), Grand River (Parianuche), Yampa, San Pitch (Sanpits, Sanpet; po svoj prilici ogranak Pahvanta), Tumpanuwac, Cumumba, i Elk Mountain ili Sheberetch Juta. -Od 1870. članovi bandi Tumpanuwac, San Pitch, Pahvant, Sheberetch, Cumumba, and Uinta-at poznati su pod kolektivnim imenom Uintah Ute. –White River Ute obuhvaćaju bande Yamparika (Yampa) i Parianuc. Banda Taviwac, sada poznata kao Uncompahgre, smještena je na vlastiti rezervat Uncompahgre (Ouray), južno od Uintaha. Od godine 1886. ova dva rezervata postaju Uintah and Ouray. 

## Vanjske poveznice
- Kanosh
- The Northern Utes of Utah  Arhivirana inačica izvorne stranice od 8. svibnja 2016. (Wayback Machine)